# Hymenophyllum exsertum
Hymenophyllum exsertum là một loài thực vật có mạch trong họ Hymenophyllaceae. Loài này được Wall. ex Hook. miêu tả khoa học đầu tiên năm 1844.